# Stefan Groh
Stefan Groh (* 13. Mai 1964 in Ravensburg) ist ein österreichischer provinzialrömischer Archäologe.
Stefan Groh arbeitete von 1989 bis 1995 am Universalmuseum Joanneum. Im Jahr 1994 wurde er an der Universität Graz promoviert. 2002 habilitierte Groh an der Uni Wien im Fach Klassische Archäologie. Seit 1996 ist er beim Österreichischen Archäologischen Institut in Wien angestellt, dessen stellvertretender Direktor er von 2009 bis 2020 war.
Seine Forschungsschwerpunkte liegen in der Provinzialrömischen Archäologie. Besonderes Augenmerk liegt auf der Implementierung moderner Methoden der Archäologie. Seine grundlegenden Arbeiten hat Groh zu dem norischen Municipium Flavia Solva, dem keltisch-römischen Kultplatz am Frauenberg bei Leibnitz, dem Kastell und Vicus von Mautern/Favianis am Donaulimes und zur Urbanistik des hellenistisch-römischen Ephesos publiziert.

## Schriften
- Die Insula XLI von Flavia Solva. Ergebnisse der Grabungen 1959 und 1989–1992 (= Österreichisches Archäologisches Institut, Sonderschriften. Band 28). Österreichisches Archäologisches Institut, Wien 1996, ISBN 3-900305-20-X.
- mit Verena Gassner, Sonja Jilek, Alice Kaltenberger, Wolfgang Pietsch u. a.: Das Kastell Mautern – Favianis (= Der römische Limes in Österreich. Band 39). Verlag der Österreichischen Akademie der Wissenschaften, Wien 2000, ISBN 3-7001-2781-2.
- als Herausgeber: Die Grabung 1998 im Kastellvicus Süd von Mautern an der Donau/Favianis (= Jahreshefte des Österreichischen Archäologischen Institutes. Ergänzungsheft 1). Österreichisches Archäologisches Institut, Wien 2001, ISBN 3-900305-34-X.
- mit Helga Sedlmayer: Forschungen im Kastell Mautern-Favianis. Die Grabungen der Jahre 1996 und 1997 (= Der römische Limes in Österreich. Band 42). Verlag der Österreichischen Akademie der Wissenschaften, Wien 2002, ISBN 3-7001-3078-3.
- mit Helga Sedlmayer: Der norisch-römische Kultplatz am Frauenberg (Österreich) (= Protohistoire européenne. Band 9). Mergoil, Montagnac 2005, ISBN 2-907303-94-5.
- mit Helga Sedlmayer: Forschungen im Vicus Ost von Mautern-Favianis. Die Grabungen der Jahre 1997–1999 (= Der römische Limes in Österreich. Band 44). Verlag der Österreichischen Akademie der Wissenschaften, Wien 2006, ISBN 978-3-7001-3633-0.
- mit Helga Sedlmayer: Forschungen zum Kastell und Vicus von Zwentendorf am norischen Donaulimes. Luftbildauswertungen, geophysikalische Prospektionen, Surveys und Materialanalysen 2001 bis 2003 (= Zentraleuropäische Archäologie. Band 1). Österreichisches Archäologisches Institut, Wien 2010, ISBN 978-3-900305-56-7.
- mit Helga Sedlmayer: Forschungen im römischen Heiligtum am Burgstall bei St. Margarethen im Lavanttal (Noricum) (= Zentraleuropäische Archäologie. Band 2). Österreichisches Archäologisches Institut, Wien 2011, ISBN 978-3-900305-57-4.
- mit Helga Sedlmayer und Csenge Virág Zalka: Die Straßenstationen von Nemescsó und Sorokpolány an der Bernsteinstraße (Pannonien, Ungarn) (= Zentraleuropäische Archäologie. Band 3). Österreichisches Archäologisches Institut, Wien 2013, ISBN 978-3-900305-67-3.
- mit Helga Sedlmayer: Expeditiones Barbaricae. Forschungen zu den römischen Feldlagern von Engelhartstetten, Kollnbrunn und Ruhhof (Niederösterreich) (= Archäologische Forschungen in Niederösterreich. Neue Folge, Band 2). Edition Donau-Universität, Krems 2015, ISBN 978-3-902505-83-5.
- mit Helga Sedlmayer: Otium cum dignitate et negotium trans mare. La villa maritima di San Simone (Simonov zaliv) in Istria (Slovenia) (= Richerche series maior. Band 7). Ante Quem, Bologna 2017, ISBN 978-88-7849-116-8.
- mit Dénes Gabler: Terra Sigillata aus den Zivilstädten von Carnuntum und Aquincum. Eine Analyse des Sigillata-Importes der Provinzhauptstädte von Pannonia Superior et Inferior (= Archäologische Forschungen in Niederösterreich. Neue Folge, Band 4). Edition Donau-Universität, Krems 2017, ISBN 978-3-903150-07-2.
- Im Spannungsfeld von Macht und Strategie. Die legio II Italica und ihre castra von Ločica (Slowenien), Lauriacum/Enns und Albing (Österreich) (= Forschungen in Lauriacum. Band 16). Gesellschaft für Landeskunde und Denkmalpflege Oberösterreich, Linz 2018, ISBN 978-3-902299-10-9.
- Ager Solvensis (Noricum). oppidum – municipium – sepulcra – territorium – opes naturales (= Forschungen zur geschichtlichen Landeskunde der Steiermark. Band 92). Historische Landeskommission für Steiermark, Graz 2021, ISBN 978-3-901251-57-3.
- mit Helga Sedlmayer: Villa – Wagen – Wirtschaftswunder. Römisches Bruckneudorf (= archäologie aktuell. Band 8). Ferdinand Berger und Söhne, Horn 2022, ISBN 978-3-99137-021-5.
- Lorica squamata. Schuppenpanzer im mittleren und oberen Donauraum zur Zeit der Markomannenkriege: Typologie, Technologie, Chronologie, Chorologie (= Monographies Instrumentum. Band 76). Éditions Mergoil, Drémil-Lafage 2023, ISBN 978-2-35518-135-1.